# بخش هشارون
بخش هشارون (انگلیسی: HaSharon Subdistrict) یکی از ناحیه‌های فرعی اسرائیل در شمال این کشور است که در استان مرکز واقع است.